# Psicologia delle folle
Il libro Psicologia delle folle, del 1895, è l'opera più nota di Gustave Le Bon.
Anche dittatori come Benito Mussolini affermarono di aver letto l'opera omnia di Le Bon e, in particolare, di aver più volte apprezzato la lettura di questo saggio sulla psicologia delle masse.
In quest'opera l'autore analizza il ruolo delle masse nella società del tempo, a cui attribuisce un'accezione ambivalente, manifestatasi nel corso della storia. Secondo Le Bon, le folle facilmente sono condotte a farsi uccidere per il trionfo di una fede, di un ideale e altrettanto facilmente possono essere condotte agli atti più vili e bassi.

## Ruolo delle masse nella storia e nella società
Le Bon dipinge le folle come una forza di distruzione, priva di una visione d'insieme, indisciplinata e portatrice di decadenza, mentre esalta, invece, le minoranze come forze capaci di creare. Nella sua visione, la massa - permeata da sentimenti autoritari e di intolleranza - crea un inconscio collettivo attraverso il quale l'individuo si sente deresponsabilizzato e viene privato dell'autocontrollo, ma che rende anche le folle tendenti alla conservazione e orientabili da fattori esterni, in particolar modo dal prestigio e dal carisma di singoli individui all'interno della massa stessa. 
Le Bon descrive la folla come un'entità unitaria, esaltata dal punto di vista emotivo, dotata di forza distruttiva e priva di controllo, irrazionale ed indisciplinata. In certe condizioni gli individui, all'interno di una folla, tendono a perdere la propria volontà autonoma e agiscono in base ad emozioni semplici, estreme e primitive, regredendo allo stato del selvaggio o del bambino, come sotto l'influsso di un ipnotizzatore. Secondo Le Bon la causa principale di questa regressione dipende dalla sensazione di potenza invincibile che gli individui provano nel sentirsi parte di una massa. 
Questo legame, che egli definisce "suggestione", è estremamente potente e "contagioso". Si tratta, secondo lo studioso, di un senso di esaltazione, onnipotenza ed irresponsabilità che pervade le folle e le rende violente, feroci e facilmente manipolabili da chi sappia utilizzare immagini e parole semplici, "idee-immagini" indirizzate non alla razionalità ma agli strati più profondi della psiche e capaci di suscitare emozioni estreme. In questo stato di entusiasmo e fanatismo gli individui sono capaci delle azioni più feroci, ma anche del sacrificio di ogni interesse personale e della repressione dello stesso istinto di sopravvivenza. 
Le Bon paragona questi stati di esaltazione alle forme estreme di religiosità, che comportano una totale sottomissione ad un profeta e ad una fede, ma che possono essere utilizzate anche da un leader carismatico, secondo la definizione che ne darà Max Weber, per promuovere un'ideologia politica. Il saggio di Le Bon fu molto apprezzato da Sigmund Freud, che in Psicologia delle masse e analisi dell'Io (1921) considerò corretta l'esposizione dei fenomeni studiati da Le Bon, ma propose una diversa interpretazione delle loro cause. Freud rifiutava l'idea di un istinto sociale indipendente dalla psiche individuale, ritenendo invece che i fenomeni di massificazione fossero riconducibili alla libido. Per il padre della psicoanalisi si trattava di "legami libidici" che portavano i membri di una massa ad identificarsi in un leader.

## Citazioni
- Le Bon associa Charles Darwin e Ernst Haeckel nel pensiero sull'ereditarietà:

- Sul rapporto tra istituzioni statali, razza e identità nazionale:

- Sull'individuo e sulla folla:

- Sull'educazione e sull'eguaglianza:

- Su religione, ideologia e fanatismo:

- Sulla sovranità della folla:

- Sui politici:

- Sul governo di esperti:

- Sull'impatto delle élite civilizzanti e folle barbare sulla civiltà:

## Edizioni
- Psicologia delle Folle, con espansione sulle folle digitali, Ibex Edizioni, 2021
- Psicologia delle folle, Edizioni TEA, 2004, ISBN 978-88-502-0624-7
- (FR) Gustave Le Bon, Psychologie des foules, Alcan, 1895,  p. 191.
- (EN)  Le Bon, Gustav. 2009. Psychology of Crowds. Sparkling Books edition. Sparkling Books.
- (DE)  Psychologie der Massen. 15. Aufl. — Stuttgart: Kröner, 1982. ISBN 3-520-09915-2.